# Бітуми

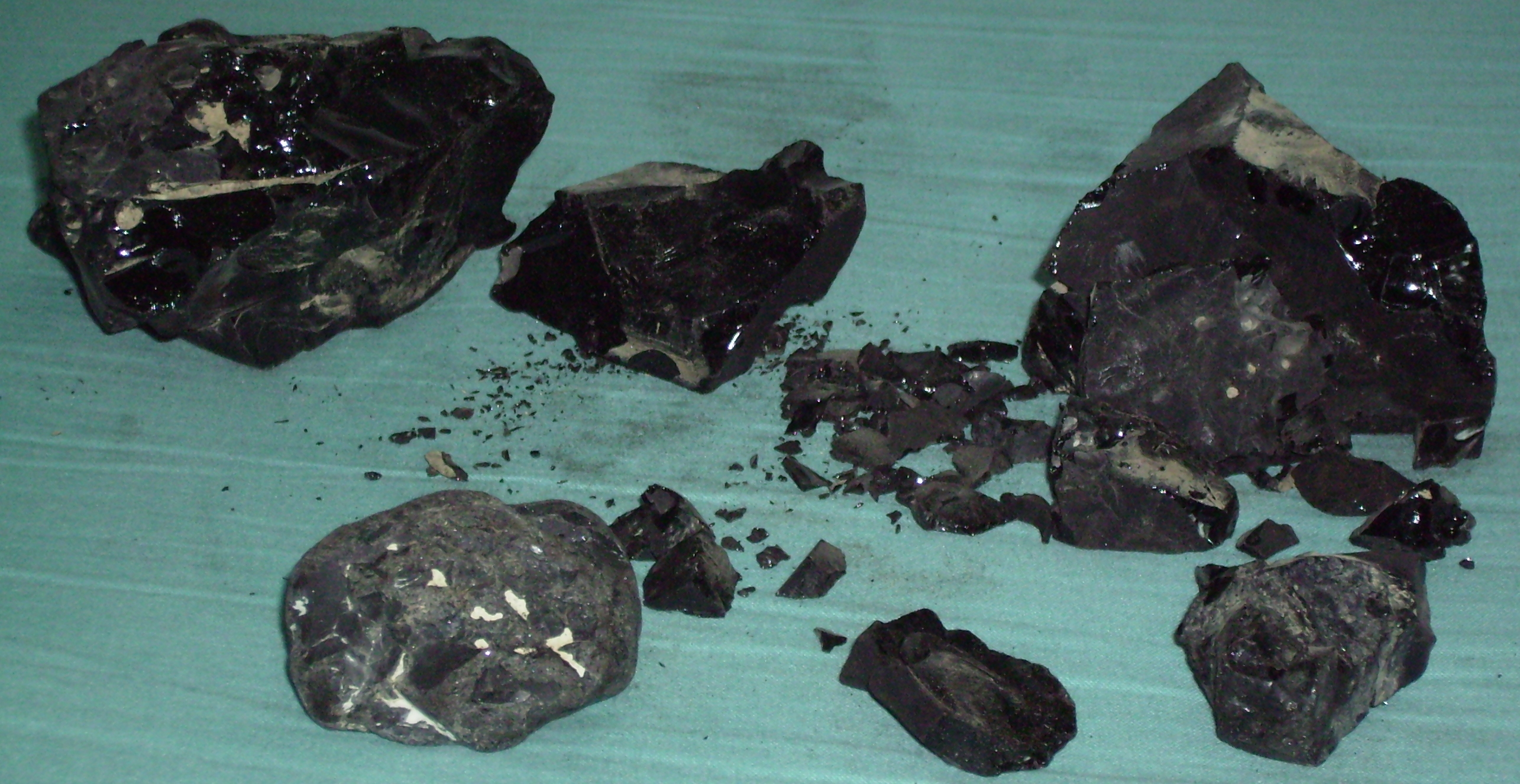
Бітум

Бі́туми  (від лат. bitumen — гірська смола, нафта) — мінеральні комплекси (горючі органічні речовини), що складаються з вуглеводнів; утворилися з білкових і жирових речовин нижчих організмів. З генетичної точки зору до бітумів відносять земний газ, нафту, земну смолу, асфальт), а також природні похідні нафти (мальти, асфальти, асфальтити, керити, гуміно-керити, озокерит, антраксоліти і ін.) і їх аналоги (нафтоїди). За методом Маркуссона до складу бітумів входять оливи, смоли, асфальтени, асфальтогенові кислоти та їх ангідриди, карбени і карбоїди. Часто використовують умовний поділ бітуму на асфальтени і мальтени (суміш олив та смол).[джерело?]

## Історія

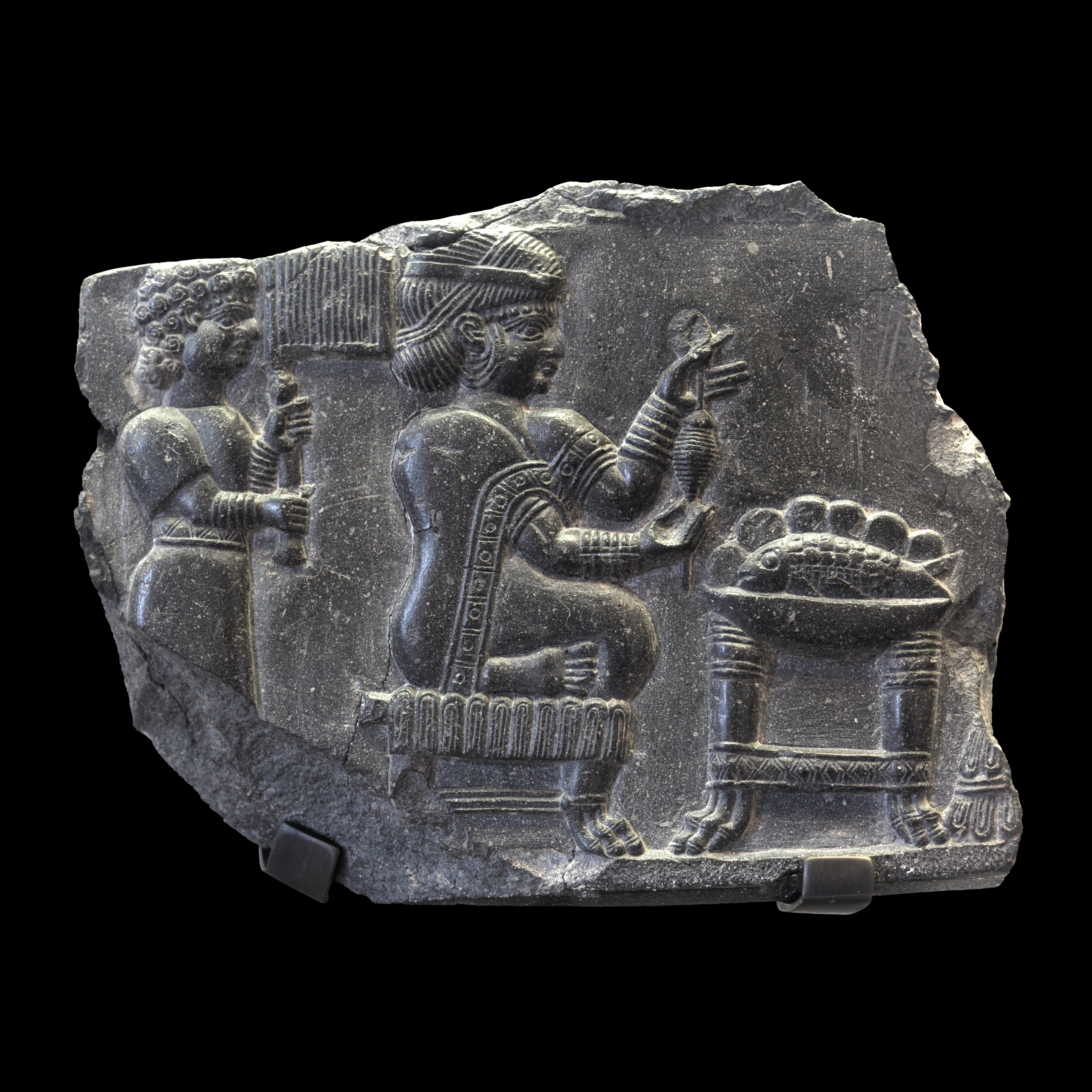
Фрагмент рельєфу з прядкою. Рельєф з бітуму.

Бітуми були першим типом нафти в історії людства, що знайшов практичне застосування. Це підтверджують археологічні знахідки — кам'яні знаряддя зі слідами бітумів, якими користувалися ще в кінці палеоліту. Використовувати бітум почали в доісторичні часи в Леванті неандертальці понад 50 000 років тому і сучасні люди як клей для з'єднання. Він рано став торговим товаром. У регіоні Родючого Півмісяця протягом 12 000 років зерно перевозили в плетених кошиках, ущільнених гіпсом або бітумом.
Найдавніші письмові згадки використання бітумів походять з Межиріччя: шумерський «Епос про Гільгамеша» і «Епос про Атрахасіса» (III—II тис. до н. е.). Згадки про бітум є також у Біблії. У Давньому світі застосовувалися в медицині, у будівництві (скріплювальні розчини), для гідроізоляції, а також як енергетична сировина. Рідкі бітуми (тобто нафтопродукти) Мертвого моря були добре відомі в давньому світі.
Саме з родовищ важких нафт і бітумів, що виходять на земну поверхню, як правило, по берегах річок, вже в давні часи навчилися отримувати «смолу» для герметизації кораблів, спорудження будинків, в Стародавньому Єгипті — для муміфікації. Існує думка, що бітуми використовували як цемент при будівництві знаменитої Вавилонської вежі. А індіанці, які віками жили в Канаді в районі басейну річки Атабаска, природними бітумами смолили каное.

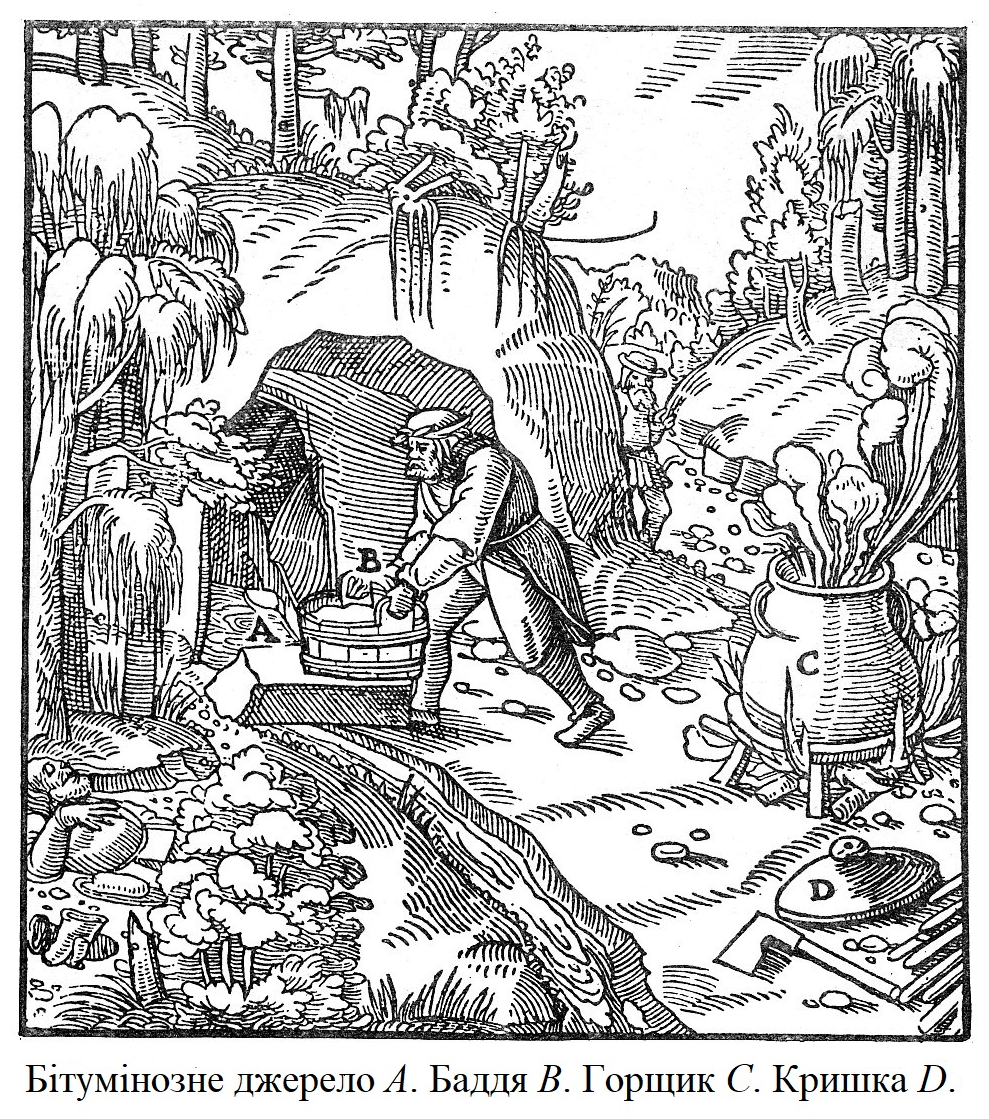
Видобування бітуму за De Re Metallica (1556)

Наводимо уривок з праці Георга Агріколи De Re Metallica (1556 р.), який присвячений опису видобування бітуму:
| Бітум отримують з бітумінозних вод, рідкого бітуму та змішаних бітумінозних мінералів. Як пише Пліній, у Вавилоні бітумінозну солону воду доставляли із соляних джерел у солеварні та випарювали сонячним жаром, причому, згущуючись, частина її перетворювалася на рідкий бітум, а частина на сіль. Легший бітум піднімався нагору, а важка сіль опускалася вниз. Рідкий бітум, що плаває у великій кількості на воді джерел, струмків та річок, черпають відрами та іншими посудинами. Невеликі кількості його збирають гусячими крилами, лляними ганчірками, пучками волосся, очеретом та іншими предметами, до яких бітум легко пристає, варять у великих мідних або залізних посудинах і дають загустіти в теплому місці. Його використовують для різних цілей. Деякі змішують його з варом (загустілою смолою), інші – зі старим колісним мастилом, щоб зменшити його в'язкість. Бітум не стає жорстким навіть при варінні в котлах. Змішані мінерали, що містять бітум, нагрівають у горщиках так само, як мінерали, що містять сірку. Роблять це зрідка, оскільки цей бітум цінується невисоко. |
У XVIII ст. були відкриті великі родовища бітумінозних нафтоносних пісків на півночі провінції Альберта в Канаді. З трьох родовищ у Альберті (Атабаски, Піс-Рівер, Колд-Лейк), родовище Атабаски найбільше. Пробні розробки бітумінозних пісків тут проводились ще до 1778 р., коли вони вперше були описані європейцями.
У 1920-х роках хімік з Університету Альберти Карл Кларк відкрив, що за допомогою пари можна відокремити бітуми від піску. Перша корпорація, що займалася видобутком бітумів в Альберті, була заснована Робертом Фітцсіммонсом у 1927 р. Компанії вперше вдалося отримати бітуми в промислових масштабах, закачуючи в піски гарячу воду. Однак такий метод видобутку нафти виявився недостатньо рентабельним.
Плани видобутку нафти з бітумінозних пісків Альберти в значних масштабах почали розробляти в 1950-ті рр.

## Загальний опис
Бітуми природні — органічні речовини (дистиляційні рештки нафти, вугілля), що розчиняються в органічних розчинниках (сірковуглець, бензол, спирт та ін.). Це корисна копалина органічного походження з первинною вуглеводневою основою. Залягають в надрах у твердому, в'язкому та в'язко-пластичному стані. З генетичної точки зору до природних бітумів належать нафта, природні горючі гази, газовий конденсат, а також природні похідні нафти (мальти, асфальти, асфальтити, керити, гумінокерити, озокерити, антраксоліти) та їх аналоги — нафтоїди. Природні бітуми складаються з високомолекулярних вуглеводнів та гетероатомних (кисневих, сірчистих, азотистих, металвмісних) сполук. Їх фізико-хімічні властивості: консистенція — від в'язкорідких (мальти) до пухких (гумінокерити); густина відповідно 965; 1500 кг/м³; температура розм'якшення від 35 °С (мальти) до неплавких (керити, антраксоліти, гумінокерити); розчинність в хлороформі від 100 % (мальти, асфальти) до нерозчинних (антраксоліти). Класифікаційні межі для розчинних природних бітумів визначають за вмістом масел: мальти 65-40 %, асфальти 40-25 %, асфальтити 25-5 %; для нерозчинних бітумів — за параметрами елементного складу і оптичними даними. Елементний склад (С, Н, О, S, N) визначається напівмікро- і макрометодом, спаленням; метали в бітумах встановлюються методами колориметрії, спектроскопії, нейтронноактиваційним та ін., груповий склад — методами висхідної хроматографії. Основні запаси асфальтових (переважно мальт) приурочені до монокліналей. Родовища розташовуються на зовнішніх бортах мезозой-кайнозойських крайових прогинів, що примикають до щитів і склепінь древніх платформ і які знаходяться в зоні дії активної інфільтрації. Найбільші з них (запаси в млрд тонн) локалізовані на схилах Канадського, Гвіанського та ін. щитів, Оленьокського склепіння. Родовища подібного типу утворилися в епохи інтенсивного підняття крайових антекліз, коли створювалися умови для висхідної латеральної міграції нафти з суміжних прогинів і окиснення її сульфатами і киснем інфільтраційних вод. Жильні і штокверкові бітумні скупчення формуються на шляхах вертикальної міграції вуглеводнів по тектонічних тріщинах і приурочені до локальних розривів на нафтогазоносних структурах (Садкінське, Іванівське, Бориславське та ін. родовища), зонах регіональних розривів в передових частинах складчастих систем і на бортах міжгірських западин і крайових прогинів. Видобуток природних бітумів ведеться кар'єрним, шахтним або свердловинним способами. Бітуми природні — комплексна сировина, переважно хімічна і енергетична. З асфальтових бітумів отримують легкі синтетичні нафти і нафтовий кокс, компоненти моторного палива та ін. Бітуми природні і важкі високосмолисті нафти — джерела сірки, цінних металів (V, Ni, Sb, Ge, U та ін.).
Штучні бітуми (продукти переробки нафти й кам'яного вугілля) — тверді пластичні або в'язкі суміші вуглеводнів і їхніх похідних. Одержують головним чином з залишків переробки нафти, крекінгу, очистки мастил (нафтові бітуми), кам'яновугільної смоли (кам'яновугільні бітуми), а також шляхом екстракції з торфу та бурого вугілля. В Україні екстракцію бітумів з торфу та бурого вугілля проводять бензолом. Зовнішній вигляд та фізичні якості бітумів, які виділяються з торфів та бурого вугілля, різні. Вони можуть мати жовте, світло-коричневе, буре або чорне забарвлення. Одні з них — тверді і крихкі, другі — аморфні порошки, а треті — мастилоподібні та смолоподібні продукти різної в'язкості. При аналізах бітумів торфів та бурого вугілля головним чином визначають дві групи складових речовин — воски та смоли. Найціннішими бітумами є ті, що мають у своєму складі більше восків. Нафтові бітуми застосовують здебільшого у шляховому будівництві (асфальт, дорожний бітум), покрівельних, гідроізоляційних матеріалів. Найбезпечнішими у канцерогенному відношенні для людини є прямогінні нафтові бітуми БН-3 та БН-4, які рекомендовано використовувати при брикетуванні вугілля. Кам'яновугільні бітуми, які мають підвищену канцерогенність використовують у шляховому будівництві тільки після додаткової обробки.

## Приклади
Бітуми вугільні — продукти, які вилучають з деяких типів викопного вугілля органіч. розчинниками. Вихід бітумів вугільних залежить від природи органічної речовини, її складу, ступеня метаморфізму, умов вилучення і коливається, як правило, в межах 1–22 %; з підвищенням ступеня вуглефікації вихід бітумів вугільних падає. Так у вугіллі Дніпровського буровугільного басейну вміст смол 2,3–20,9 %, вугіллі Підмосковного басейну — 1,3–4,8 %, у землистому бурому вугіллі Німеччини — 6,3–36,6 %, в американському бурому вугіллі — 1,6–14,2 %. Найбільш високий вихід характерний для бурого вугілля групи Б1. Основну практичну цінність має воскова частина (сировина для одержання буровугільного воску — «монтан-воску»). Екстракційні смоли використо-вуються також як пом'якшувачі у виробництві лаків, гум та пластмас і як замінники фенолів у виробництві лаків, клеїв тощо. У Дніпровському буровугільному басейні виділено гумусове та гуміто-ліптобіолітове вугілля, яке має високий вихід бітумів (8–20 %) при низькому вмісті смол (до 25 %) і є перспективною сировиною для виділення буровугільного воску.
Бітуми торфові — продукти, що вилучають з торфу органічними розчинниками. Основні їх складові — віск, смоли, парафіни. Вміст бітумів в торфі залежить від його генетич. типу і від міри його розкладу. Найбільш бітумінозним є верховий торф високої міри розкладу трав'яної (пухівкової) групи. При екстракції бітумів з такого торфу бензолом вихід продуктів досягає 15 % (на органічну масу), бензином — до 9 %. У торфах України кількість бітумів становить 5,6–28,5 %. За елементним складом торфові бітуми містять (в розрахунку на органічну масу): вуглецю — 65–75 %, водню — 9–12 %, кисню 12–22 %. Найціннішим продуктом, який екстрагується з торфу є торфовий віск. Торфові бітуми використовують у ливарному виробництві, у виробництві пластмас, композицій для полірування та захисту паперу, шкіри, дерева, а також в медицині, побутовій техніці.